# Liste der denkmalgeschützten Objekte in Ilz (Steiermark)
Die Liste der denkmalgeschützten Objekte in Ilz enthält die 13 denkmalgeschützten, unbeweglichen Objekte der Gemeinde Ilz im steirischen Bezirk Hartberg-Fürstenfeld.

## Denkmäler
| Foto |                 | Denkmal                                                                                    | Standort                                           | Beschreibung | Metadaten |
| ---- | --------------- | ------------------------------------------------------------------------------------------ | -------------------------------------------------- | --- | --- |
| ja   | Datei hochladen | Ortskapelle HERIS-ID: 23356 Objekt-ID: 19708                                               | Standort KG: Dörfl                                 | | BDA-Hist.: Q37875847 Status: § 2a Stand der BDA-Liste: 2025-06-30 Name: Ortskapelle GstNr.: .34                                                          |
| ja   | Datei hochladen | Pfarrhof HERIS-ID: 21153 Objekt-ID: 17469                                                  | Ilz 1 Standort KG: Ilz                             | | BDA-Hist.: Q37859327 Status: § 2a Stand der BDA-Liste: 2025-06-30 Name: Pfarrhof GstNr.: 51/2                                                            |
| ja   | Datei hochladen | Rathaus/Gemeindeamt HERIS-ID: 21155 Objekt-ID: 17471                                       | Ilz 58 Standort KG: Ilz                            | | BDA-Hist.: Q37859362 Status: § 2a Stand der BDA-Liste: 2025-06-30 Name: Rathaus/Gemeindeamt GstNr.: 61/1, 61/4                                           |
| ja   | Datei hochladen | Mariensäule HERIS-ID: 21149 Objekt-ID: 17465                                               | Standort KG: Ilz                                   | Die Mariensäule auf dem Marktplatz stammt von 1666 und trägt das gräflich wildensteinische Wappen. | BDA-Hist.: Q37859283 Status: § 2a Stand der BDA-Liste: 2025-06-30 Name: Mariensäule GstNr.: 520/1 Mariensäule Ilz, Styria                                |
| ja   | Datei hochladen | Tabaktrockenscheune mit Einfädelmaschine für Tabakblätter HERIS-ID: 21152 Objekt-ID: 17468 | gegenüber Ilz 117 Standort KG: Ilz                 | | BDA-Hist.: Q37859310 Status: Bescheid Stand der BDA-Liste: 2025-06-30 Name: Tabaktrockenscheune mit Einfädelmaschine für Tabakblätter GstNr.: .107       |
| ja   | Datei hochladen | Kath. Pfarrkirche hl. Jakob der Ältere HERIS-ID: 21154 Objekt-ID: 17470                    | Standort KG: Ilz                                   | Die alte Kirche aus dem 12. oder 13. Jahrhundert wurde wegen Baufälligkeit 1653–1671 durch einen Neubau ersetzt. Anfang des 20. Jahrhunderts wurde sie umgebaut und erweitert. Jeweils 1928 und 2004 bekam die Kirche eine neue Orgel. | BDA-Hist.: Q37859338 Status: § 2a Stand der BDA-Liste: 2025-06-30 Name: Kath. Pfarrkirche hl. Jakob der Ältere GstNr.: 51/3 Pfarrkirche Ilz (Steiermark) |
| ja   | Datei hochladen | Schloss Kalsdorf HERIS-ID: 23347 Objekt-ID: 19699                                          | Kalsdorf bei Ilz 1 Standort KG: Kalsdorf           | Die Ursprünge einer Wehrburg werden in das Jahr 1160 datiert. Der heutige mächtige dreigeschoßige Vierflügelbau mit annähernd quadratischem Arkadenhof wurde ab 1537 erbaut. Der älteste Teil ist der Nordtrakt, der Westtrakt mit dem vorspringenden Westturm stammt aus der Zeit um 1548. | BDA-Hist.: Q20188949 Status: § 2a Stand der BDA-Liste: 2025-06-30 Name: Schloss Kalsdorf GstNr.: 3/2 Schloss Kalsdorf                                    |
| ja   | Datei hochladen | Egger-Kapelle HERIS-ID: 23344 Objekt-ID: 19696                                             | bei Kleegraben 6 Standort KG: Kleegraben           | | BDA-Hist.: Q37875822 Status: Bescheid Stand der BDA-Liste: 2025-06-30 Name: Egger-Kapelle GstNr.: 760/1                                                  |
| ja   | Datei hochladen | Berglerkapelle, Knappenkapelle HERIS-ID: 23345seit 2021                                    | nordwestlich Kleegraben 30 Standort KG: Kleegraben | | BDA-Hist.: Q107653551 Status: Bescheid Stand der BDA-Liste: 2025-06-30 Name: Berglerkapelle, Knappenkapelle GstNr.: 521/1                                |
| ja   | Datei hochladen | Schloss Feistritz HERIS-ID: 23349 Objekt-ID: 19701                                         | Leithen 8 Standort KG: Leithen                     | Schloss Feistritz ist eine Wasserburg, an der man alle Stilrichtungen von Romanik bis Barock erkennen kann. Sie geht auf eine Grenzbefestigung aus dem 12. Jahrhundert zurück, um die zur Zeit der Gotik weitere Gebäude entstanden. Zur Zeit der Renaissance, um 1570, kam der Arkadenhof und der östliche Rundturm hinzu. Nach Plünderungen durch Haiduken in den Osmanenkriegen um 1605 wurde die Burg wiederaufgebaut und in Folge durch die Vorburg erweitert. Um 1630 hatte die Burg bereits ihre heutige Gestalt, ein Teil der Innenausstattung geht auf das 18. Jahrhundert zurück. | BDA-Hist.: Q1635200 Status: Bescheid Stand der BDA-Liste: 2025-06-30 Name: Schloss Feistritz GstNr.: 1 Schloss Feistritz, Ilz                            |
| ja   | Datei hochladen | Ortskapelle, Messkapelle, Unbefleckte Empfängnis (?) HERIS-ID: 23890 Objekt-ID: 20259      | Standort KG: Nestelbach                            | | BDA-Hist.: Q37879986 Status: § 2a Stand der BDA-Liste: 2025-06-30 Name: Ortskapelle, Messkapelle, Unbefleckte Empfängnis (?) GstNr.: .57/1               |
| ja   | Datei hochladen | Bildstock HERIS-ID: 24214 Objekt-ID: 20591                                                 | Standort KG: Neudorf                               | | BDA-Hist.: Q37882977 Status: § 2a Stand der BDA-Liste: 2025-06-30 Name: Bildstock GstNr.: 589/2                                                          |
| ja   | Datei hochladen | Friedhofskapelle, Lamberggruft HERIS-ID: 21151 Objekt-ID: 17467                            | Standort KG: Neudorf                               | | BDA-Hist.: Q37859297 Status: § 2a Stand der BDA-Liste: 2025-06-30 Name: Friedhofskapelle, Lamberggruft GstNr.: .87                                       |